# Трамвай Портленда
Трамвай Портленда (англ. Portland Streetcar) — мережа трамвайних ліній в місті Портленд, Орегон, США. Разом з системою ліній швидкісного трамваю створюють основу рейкового громадського транспорту міста. Більшість мережі побудована у вигляді одноколійних ліній, колії проходять по сусідніх паралельних вулицях.

## Історія

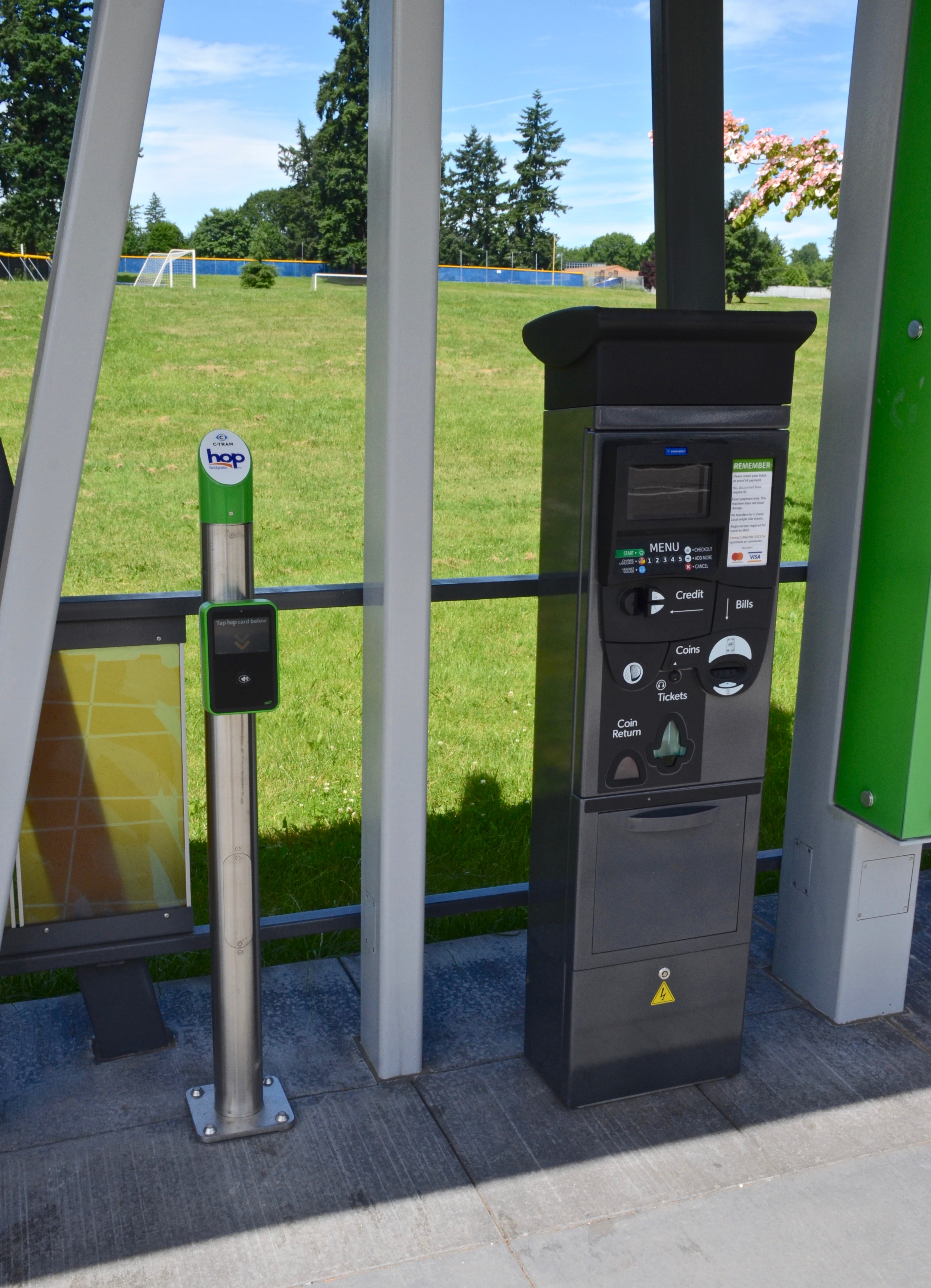
Квитковий автомат та пристрій для перевірки квитків на зупинці

Обговорення повернення трамваїв на вулиці міста почалося у середині 1990-х, спочатку планувалося що нова лінія буде обслуговуватися відреставрованими історичними вагонами. При подальші роботі над проектом від цієї ідеї відмовилися через побоювання що лінія стане виключно туристичною, а за планом вона має доповнювати систему ЛРТ міста. Ще до початку будівництва було прийняте остаточне рішення що на лінії будуть використовуватися сучасні низькопідлогові трамваї. Таким чином мережа стала першою з часів другої світової де вирішили експлуатувати сучасні вагони, на всіх лінія відкритих раніше у США використовувалися або історичні або побудовані у вигляді історичних трамваї.
Будівництво розпочалося у квітні 1999 року, початкова ділянка відкрита у 2001 році складалася з 7,7 км.

## Лінії
В місті дві діючі лінії, на яких 76 зупинок. Через те що більшість маршруту одноколійна з переважної більшості зупинок можливо проїхати лише в одному напрямку (для поїздки в протилежному напрямку треба перейти на сусідню паралельну вулицю).
Лінія NS або Північ/Південь — довжиною 6,3 км, поєднує через центр міста північно-західний округ Портленда та район Південний берег який до недавно був закинутою промзоною, а зараз триває активне будівництво висотних житлових будинків. Маршрут лінії проходить виключно на одному березі, та не перетинає річку Вілламетт.
Кільцева лінія — довжиною 7,7 км, проходить центром міста та двічі перетинає річку Вілламетт. Лінія складається з двох маршрутів, на маршруті А трамваї курсують за годинниковою стрілкою, а на маршруті Б навпаки проти годинникової стрілки.

### Відмінність від ЛРТ
Трамвайна мережа міста відрізняється від системи ЛРТ тим що в ЛРТ використовуються трамвайні потяги з декількох вагонів, а в трамвайні мережі лише одиночні трамваї. Хоча обидві мережі використовують стандартну ширину колії, трамваї можуть використовувати колії ЛРТ, а використання потягами ЛРТ трамвайної мережі неможливе, через довжину та значно більшу вагу. Південний вантовий міст через Вілламетт відкритий у 2015 році, є винятком, бо спільно використовується з Помаранчевою лінією швидкісного трамваю, більш ніде в місті трамвай та ЛРТ не мають спільних ділянок.

## Сервіс
Працює по буднях з 5:30 до 23:30, у суботу з 7:30 до 23:30 та у неділю з 7:30 до 22:30. Інтервал руху в середньому складає 15 хвилин. Рано в ранці та пізно ввечері по буднях та у неділю інтервал збільшується до 20 хвилин. Через те що у центральному діловому районі лінії спільно використовують колії, інтервал відповідно вдвічі менший. На кожні зупинці встановлене електронне табло на якому зображається час прибуття наступного трамваю.
За для зручності користування встановлені однакові тарифи з системою ЛРТ, використовуються однакові квитки. Квиткові автомати розташовані не тільки на зупинках, а і в середині трамваїв. В мережі здійснюється випадкова перевірка квитків у пасажирів, ніяких постійних кондукторів чи турнікетів немає.

## Галерея

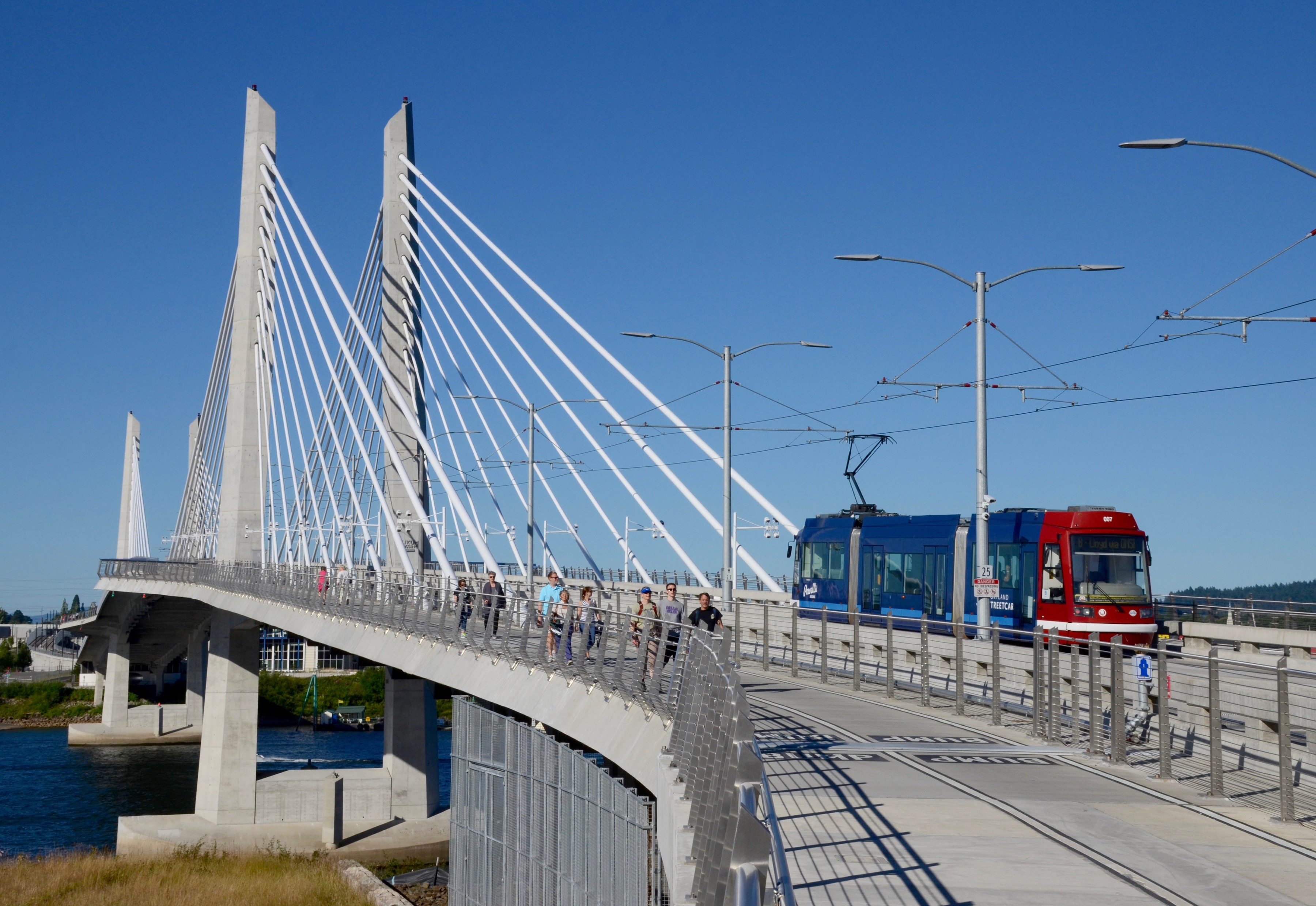
Трамвай на південному вантовому мосту через Вілламетт
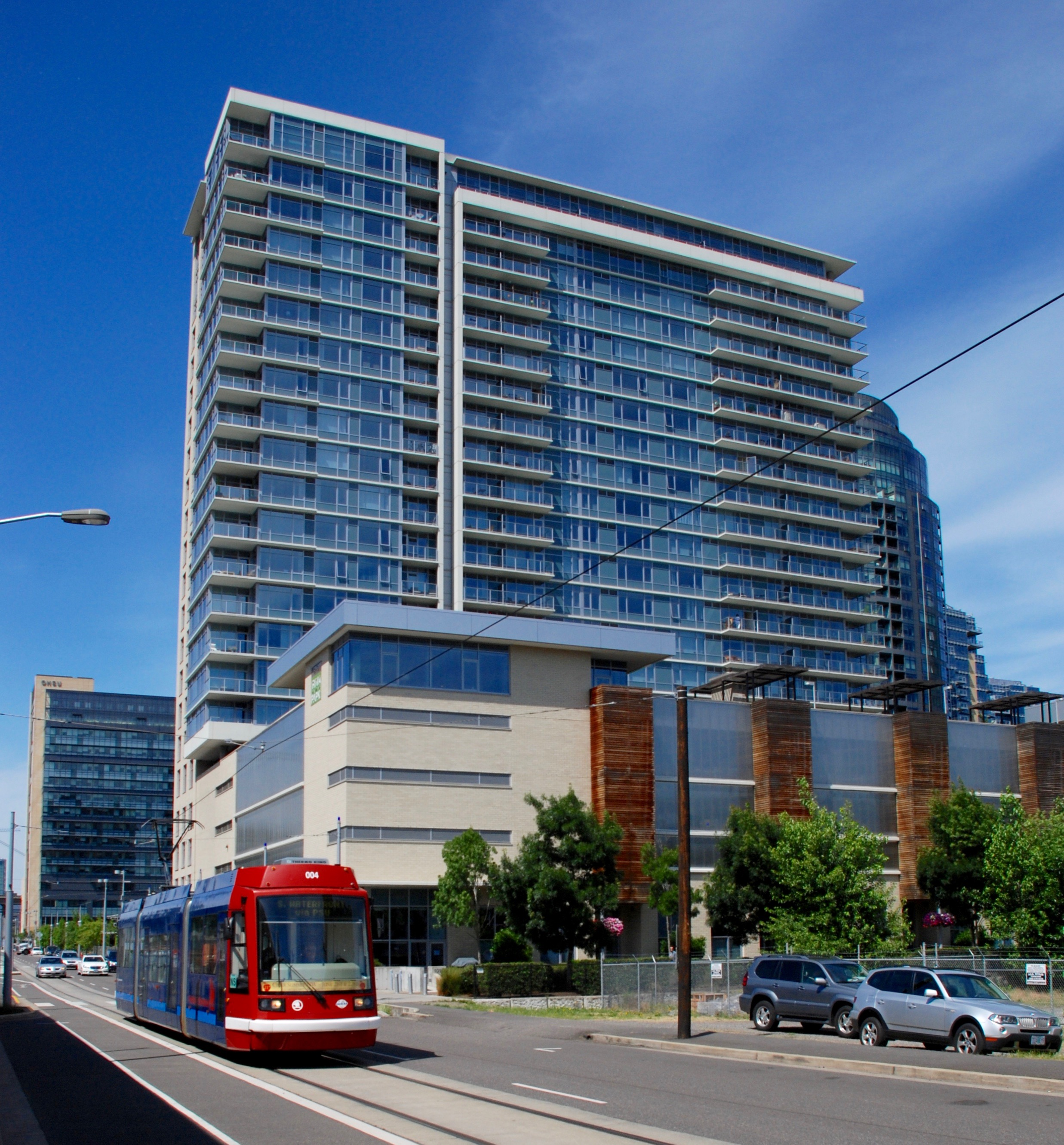
Трамвай на вулиці у районі Південний берег
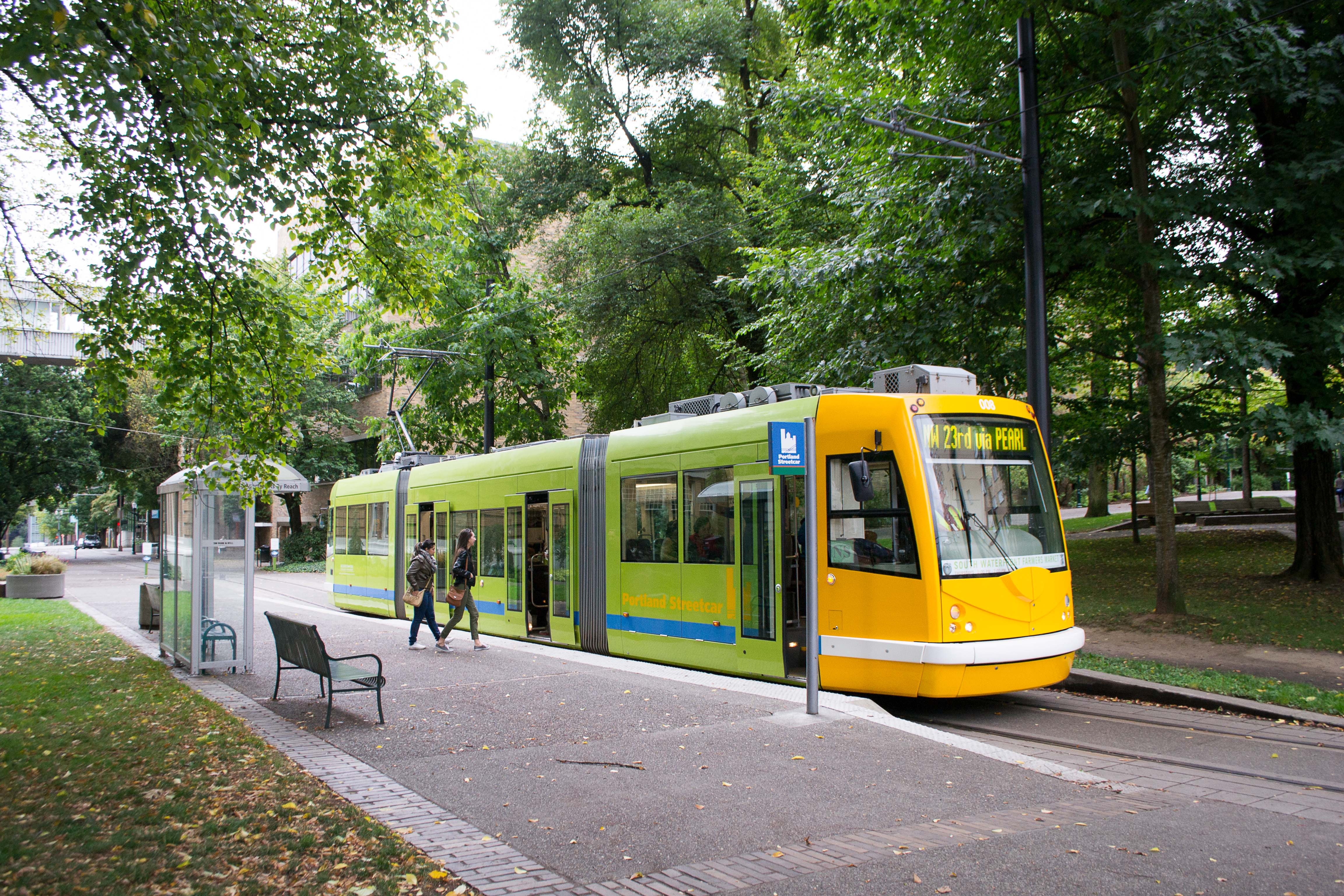
Трамвай на зупинці